# Trypocopris inermis
Trypocopris inermis là một loài bọ cánh cứng trong họ Geotrupidae. Loài này được Ménétriés miêu tả khoa học năm 1832.